# Сігурімі
Сігурімі (повна назва: алб. Drejtoria e Sigurimit të Shtetit — Директорат державної безпеки) — таємна політична поліція в Албанії в роки комуністичного режиму.
Сігурімі була створена 20 березня 1943 як партизанська група. У 1945 Енвер Ходжа за підтримки Сігурімі привів до влади Албанську партію праці. Засновником Сігурімі був Кочі Дзодзе, який згодом очолив Міністерство внутрішніх справ.
Основними напрямками діяльності Сігурімі з самого початку стали репресії проти церкви і т. з. «буржуазних елементів». Кочі Дзодзе був заарештований, а потім розстріляний в ході перших чисток партії від агентів Тіто.
Мехмета Шеху, який змінив Кочі Дзодзе, спіткала та ж доля: у 1981 році він був звинувачений у зраді і розстріляний (за іншою версією, Шеху був убитий пострілом в потилицю на засіданні ЦК партії, офіційно було оголошено про його самогубство).
Головним завданням Сігурімі з 1950-х років стало підтримання режиму Енвера Ходжі і винищення будь-якої опозиції, а у зовнішній діяльності — співпраця зі спецслужбами Китаю.
Після смерті Енвера Ходжі у 1985 році, Сігурімі підтримала Раміза Алію, який у результаті внутрішнього перевороту в партії прийшов до влади. Кілька соратників Ходжі були вбиті співробітниками Сігурімі прямо в будівлі ЦК, вдова Ходжі і його сини були заарештовані.
У 1992 році Раміз Алія був повалений Салі Берішею і кинутий до в'язниці. Сігурімі була скасована, замість неї були створені Національна інформаційна служба (НІС) для розвідки і контррозвідки і Міністерство громадського порядку (МОП) як служба безпеки Албанії.